# (226) Weringia
(226) Weringia ist ein Asteroid des mittleren Hauptgürtels, der am 19. Juli 1882 vom österreichischen Astronomen Johann Palisa an der Universitätssternwarte Wien entdeckt wurde.
Der Asteroid wurde benannt nach Währing, dem Wiener Stadtteil, in dem sich die Universitätssternwarte befindet. Die Benennung erfolgte durch Ferdinand Oberwimmer (1836–1895), den Architekten der Wiener Sternwarte.

## Wissenschaftliche Auswertung
Aus Ergebnissen der IRAS Minor Planet Survey (IMPS) wurden 1992 Angaben zu Durchmesser und Albedo für zahlreiche Asteroiden abgeleitet, darunter auch (226) Weringia, für die damals Werte von 33,8 km bzw. 0,20 erhalten wurden. Eine Auswertung von Beobachtungen durch das Projekt NEOWISE im nahen Infrarot führte 2011 zu vorläufigen Werten für den Durchmesser und die Albedo im sichtbaren Bereich von 37,0 km bzw. 0,15. Nachdem die Werte nach neuen Messungen mit NEOWISE 2012 auf 24,6 km bzw. 0,35 geändert worden waren, wurden sie 2014 auf 31,5 km bzw. 0,21 korrigiert.
Eine spektroskopische Untersuchung von 820 Asteroiden zwischen November 1996 und September 2001 am La-Silla-Observatorium in Chile ergab für (226) Weringia eine taxonomische Klassifizierung als S- bzw. Sk-Typ.
Photometrische Messungen des Asteroiden fanden erstmals statt am 4. und 5. Juli 1980 am Table Mountain Observatory in Kalifornien. Die aufgezeichnete Lichtkurve konnte aber nicht weiter ausgewertet werden. Beobachtungen vom 7. August bis 29. September 2007 am Kingsgrove Observatory in Australien führten dann erstmals zur Ableitung einer Rotationsperiode von 11,240 h. Vom 6. November bis 2. Dezember 2008 erfolgte am gleichen Ort eine weitere Messung, um das vorherige Ergebnis zu verbessern. Nun konnte eine Periode von 11,150 h bestimmt werden. Neue Beobachtungen vom 22. September bis 2. November 2012 am Organ Mesa Observatory in New Mexico bestätigten dieses Ergebnis mit einer abgeleiteten Rotationsperiode von 11,147 h.
Die Auswertung der archivierten Lichtkurven und weiterer Daten der Lowell Photometric Database führte in einer Untersuchung von 2016 zur Erstellung eines dreidimensionalen Gestaltmodells mit einer eindeutigen Rotationsachse mit retrograder Rotation und einer Periode von 11,14849 h.
Zwischen 2012 und 2018 wurden mit der All-Sky Automated Survey for Supernovae (ASAS-SN) auch photometrische Daten von 20.000 Asteroiden aufgezeichnet. Auf mehr als 5000 davon konnte erfolgreich die Methode der konvexen Inversion angewendet werden, darunter auch (226) Weringia, für die in einer Untersuchung von 2021 ein verbessertes dreidimensionales Gestaltmodell für eine Rotationsachse mit retrograder Rotation und einer Periode von 11,1485 h berechnet wurde. Im Jahr 2023 wurde aus photometrischen Messungen von Gaia DR3 erneut ein dreidimensionales Gestaltmodell des Asteroiden für eine Rotationsachse mit retrograder Rotation und einer Periode von 11,1482 h berechnet.